# Electronic dance music
A electronic dance music (abreviado EDM) é uma vertente da música eletrônica produzida para fins comerciais. O nome EDM descreve uma ampla gama de gêneros de música eletrônica percussiva originalmente feitos para casas noturnas, raves e festivais. Geralmente é produzida por DJs que criam seleções contínuas de faixas, chamadas de mixagem de DJ, alternando de uma gravação para outra. Os produtores de EDM também apresentam sua música ao vivo em um show ou festival no que às vezes é chamado de PA ao vivo. Desde seu início, o EDM se expandiu para incluir uma ampla gama de subgêneros.
No final da década de 1980 e início da década de 1990, após o surgimento das raves, rádio pirata, equipes de festa, festivais underground e um aumento do interesse pela cultura club, o EDM alcançou popularidade mainstream na Europa. No entanto, a cultura rave não era tão amplamente popular nos Estados Unidos; não era tipicamente vista fora das cenas regionais na cidade de Nova York, Flórida, Centro-Oeste e Califórnia. Embora os gêneros pioneiros de electro, Chicago house e Detroit techno tenham sido influentes tanto na Europa quanto nos Estados Unidos, os principais meios de comunicação e a indústria fonográfica nos Estados Unidos permaneceram abertamente hostis a ele até a década de 1990 e além. Também houve uma associação percebida entre EDM e cultura das drogas, o que levou os governos em níveis estaduais e municipais a promulgar leis e políticas destinadas a deter a disseminação da cultura rave.
Posteriormente, no novo milênio, a popularidade do EDM aumentou globalmente, particularmente nos Estados Unidos e na Austrália. No início da década de 2010, o termo "electronic dance music" e a sigla "EDM" estavam sendo promovidos pela indústria musical americana e pela imprensa musical em um esforço para reformular a cultura rave americana. Apesar da tentativa da indústria de criar uma marca EDM específica, a sigla continua em uso como um termo abrangente para vários gêneros, incluindo dance-pop, house, techno, electro e trance, bem como seus respectivos subgêneros, que são todos anteriores à sigla.
Muitos artistas fiéis a vertentes específicas da eletrônica, como o trance e o hardstyle, acabam apelando para a produção de EDM, pois esta é a corrente dominante (mainstream) e gera mais renda do que as demais vertentes por abranger um público maior, já que serve como uma "iniciação" ao mundo da eletrônica, aos ouvidos de quem não está acostumado.